# Edgar San Epifanio Herrero
Edgar San Epifanio Herrero (Barcelona, 5 d'octubre de 1987) és un jugador de bàsquet català, que ocupa la posició d'escorta. Actualment juga al CB Mollet. És fill del basquetbolista Juan Antonio San Epifanio.

## Clubs
- 2007-08 CB Cornellà. LEB Plata.
- 2008-10 Lagun Aro.
- 2010- CB Cornellà. LEB Or.
- 2010-2011 Palencia Baloncesto. LEB Or.
- 2011-2012 CB Mollet. EBA C.